# Лють Тіамат
Лють Тіамат (Tiamat's Wrath) — науково-фантастичний роман Джеймса С. А. Корі (псевдонім Деніела Абрагама і Тая Франка) 2019 року. Восьма книга в серії «The Expanse».

## Зміст
За кілька років після подій «повстання Персеполя» Крісджен Авасарала помирає від старості. Їй влаштовують державні похорони на Лаконії, де Джеймс Голден, який залишається в почесному полоні, віддає останню шану. Голдену дозволено вільно пересуватися територією палацу Верховного консула Вінстона Дуарте. Але Голден не може залишити його — за ним постійно стежать. Джеймс розмовляє з онукою Авасарали та Каміною Драммер, колишнім президентом зниклої Транспортної спілки.
Через кільцеві ворота Елві Окойє, її чоловіка Файєза та кількох вчених скеровують у лаконійську місію досліджувати «мертві системи» або системи, які мають ворота, але не ведуть до придатних для життя світів. У системі Андро дослідники знаходять зелений алмаз розміром з планету, він дивним чином взаємодіє з їхнім зразком активної протомолекули. Це спонукає Елві припустити — перед ними якийсь інопланетний пристрій для зберігання записів. Однак командир місії змушує їх перейти до наступної системи, перш ніж вони зможуть попередню адекватно дослідити. Вони прибувають у систему Текома, але не знаходять нічого, крім нейтронної зірки, що знаходиться на межі стабільності, без іншої матерії (і навіть елементарних частинок) у цій області. Лаконійський командир розкриває таємну вторинну мету місії — знайти систему без функціональної цінності, яка має використовуватися як плацдарм для відправлення наповненого антиматерією корабля через кільцеві ворота з метою атаки на істот, які поглинали кораблі під час проходження через Кільцеві ворота. Дуарте має намір використати це як експеримент, щоб побачити, чи спровокує атака дії у відповідь.
У Сонячній системі Наомі, працюючи на підтримку підпільного опору проти Лаконії, прибуває на станцію Зовнішніх планет, щоб зустрітися з Боббі та Алекс, керуючи їхнім викраденим лаконіанським бойовим лайнером «Gathering Storm», перш ніж знову відлетіти. Боббі та Алекс вирушають на таємну місію, щоб захопити лаконійський вантажний корабель біля Юпітера, який перевозить припаси та високопоставленого офіцера. Але офіцер та шпигуни потрапляють під перехресний вогонь і гинуть. У відповідь Лаконія відправляє «Серце Бурі» в систему Юпітера, щоб знайти та знищити бунтівний корабель. Зіткнувшись із невдачею основної місії та величезними труднощами, з якими вони тепер стикаються, і Боббі, й Алекс змушені вирішувати питання, чи можливо виграти їхню боротьбу проти Лаконії. Боббі знаходить антиматерію в припасах, взятих із лаконійського вантажного судна, призначеного як джерело енергії для його магнітної зброї, але корисного в ролі надзвичайно потужної вибухівки, і виношує план знищення «Бурі».
На Лаконії Тереза Дуарте, чотирнадцятирічна дочка Вінстона, дізнається, що батько хоче підготувати її як наступного верховного консула, незважаючи на його прагнення до безсмертя. Тереза розмовляє з Голденом про його статус у дворі Дуарте. Вона також нишком відлучається, щоб поговорити із чоловіком, якого вона зустріла в гірській печері і називає «Тімоті». Тим часом Наомі, яку таємно переправили на борт вантажного судна, щоб безпечно та непомітно пройти через повільну зону, ледь не спіймали працівники служби безпеки. Вона змішується з екіпажем вантажного судна, щоб уникнути розкриття лаконійським офіцером. Наомі рятує головний інженер, який знає її з подій «Вавилонського попелу».
Лаконійський експеримент з антиматерією, свідками якого були Файєз і Елві (та які заперечували проти нього, але безрезультатно), призводить до того, що нейтронна зірка колапсує в чорну діру та випромінює гамма-спалах, який проходить через ворота Текома в повільну зону. Спалах руйнує двоє кільцевих воріт, назавжди відрізаючи мешканців цих систем. Лаконія припиняє будь-який рух через кільцеві ворота, залишаючи Наомі на борту. Дуарте каже Терезі, що вони планують надіслати ще один корабель антиматерії, щоб «нанести удар у відповідь», але перед тим, як атаку вдасться здійснити, інопланетяни (які знищили цивілізацію, що створила протомолекули) атакують. Усі підключені системи відчувають однакову втрату свідомість, яка мала місце під час попередніх інцидентів, і поки це відбувається, чорні вусики атакують повільну зону. Елві та Фаєз поранені, а кілька їхніх колег гинуть, коли частини їхнього корабля зникають. Станція «Медіна», лаконійський дредноут «Тайфун» і все, що знаходиться в кільцевому просторі, миттєво знищено, а Елві та Фаєзу ледь вдається втекти.
На Лаконії Дуарте, який у пошуках безсмертя добровільно ввів собі протомолекулу, впадає в стан кататонії. У розпачі адмірал Антон Трехо, полковник Джейсон Іліч, Тереза та головний науковий співробітник Паоло Кортасар намагаються приховати стан Верховного консула від решти людства. Голден розуміє — з Дуарте щось відбувається і що Кортасар планує вбити Терезу та зайняти місце диктатора. Елві та Файєз приземляються на Лаконії. Незважаючи на те, що вони не повністю вилікувалися, Елві негайно залучають, щоб спробувати вилікувати Дуарте. Голден намагається непомітно розповісти їм про змову Кортасара проти Терези. Тереза знову відлучається, щоб відвідати «Тімоті», який виявляється Амосом Бертоном. Його послали із кишеньковою ядерною зброєю, щоб спробувати врятувати Голдена. Лаконійські сили безпеки знаходять їх і вбивають Амоса. Але коли вони повертаються, то не можуть знайти його тіло. Елві показують таємницю дослідження, яке продовжило життя Дуарте: двоє дітей, які померли, але були реконструйовані за допомогою вдосконалених протомолекул за допомогою інопланетних ремонтних дронів з Лаконії. Елві розповідає Терезі, ще більше травмованій смертю Амоса, про змову Кортасара. Тереза розповідає своєму батькові про це. Відбувається ще один, гірший напад втрати свідомості, і Елві розуміє, що саме ці напади вбили будівельників протомолекул. Вона приходить до висновку, що людський мозок більш витривалий і втрачає свідомість лише на кілька хвилин. Але тепер вбивці будівельників протомолекул експериментують із більш ефективними атаками, які матимуть сильніший вплив на людство.
Після загибелі станції «Медіна» Наомі вирушає в Оберон — один із найуспішніших кільцевих світів — і захоплює підсвіття. Запитавши Наомі про їхній план, Боббі та Алекс вирішили ліквідувати «Бурю», використовуючи бомбу, виготовлену з антиматерії, і сліпу пляму в датчиках кораблів, що залишилися після битви з об'єднаним флотом під час повстання Персеполя. Алекс відволікає увагу флагмана за допомогою «Gathering Storm», а Боббі використовує невеликий корабель для бомби. Їхній корабель пошкоджено, і вона змушена кинути бомбу в «Бурю» прямо в EVA, знищивши корабель, але при цьому жертвує собою. Спустошені смертю Боббі, Наомі та Алекс повертаються незалежно один від одного на «Росінант», який був схований у Фріхолді.
Усвідомлюючи, що знищення «Бурі» та всього в Повільній зоні дало опору найкращий шанс звільнити людство від влади Лаконії, Наомі об'єднує всі свої ресурси, щоб викликати сотні кораблів з інших кільцевих світів для нападу на платформи для будівництва інопланетних кораблів Лаконії. Цей флот розпочинає раптову атаку на систему Лаконія, відводячи останній флагман від планети, щоб невелика ударна група могла знищити верфі.
Дуарте, хоча він все ще перебуває в комі, прокидається, коли його сканують, і вбиває Кортасара. Тереза вирішує, що їй потрібно залишити Лаконію, і використовує евакуаційний маяк Амоса як заклик до свого порятунку та забирає Голдена з камер як карту для переговорів. Елві розуміє, що Голден був тим, хто переконав Кортасара вбити Терезу. Але Голден каже Терезі, що це був план зрадити Кортасара та встановити Елві головним науковцем Лаконії. План Наомі та Алекса вдається, і вони руйнують верфі, а потім спускаються до Лаконії, слідуючи сигналу евакуації. Лаконійські сили безпеки наздоганяють Голдена і Терезу, але їх вбиває Амос, якого оживили (з тими ж покращеннями протомолекул) ремонтними дронами. Екіпаж «Росінанта» возз'єднується, і Тереза, як дочка верховного консула, переконує флагман, що залишився, не вбивати їх. «Росінант» і флот опору залишають систему Лаконії, залишаючи в ній єдиний флагман і не маючи можливості створювати нові інопланетні технології.
Амос каже Голдену, що вдосконалення протомолекул дозволило йому побачити те, чого він не міг бачити раніше. Зокрема те, що інопланетяни, які вбили будівельників протомолекул, тепер планують убити все людство.